# Anne Darquier
Anne Darquier (Londres, 1930 - 1970) foi uma psiquiatra britânica, filha do francês colaborationista francês Louis Darquier de Pellepoix e de sua esposa australiana, Myrtle Jones.
Pouco depois de seu nascimento, em Londres, Darquier foi entregue aos cuidados de uma babá inglesa, Elsie Lightfoot. Ela cresceu em Oxfordshire, inconsciente do papel de seu pai com o genocídio de judeus franceses na Segunda Guerra Mundial. Após a formação clínica em Londres, no Saint Bartholomew's Hospital, ela profissionalizou-se no início da década de 1960. Durante a década de 1950, ela descobriu a verdade sobre as atrocidades nas quais seu pai, Louis Darquier de Pellepoix, tinha se envolvido durante a guerra como dirigente da  França de Vichy, dentre elas sua atividade antissemita, e tornou-se permanentemente afastada dele, como já tinha acontecido com sua mãe, Myrtle Jones. 
Em 1970, ela suicidou-se através de uma overdose de álcool e barbitúricos.